# Matteo Galvan
Matteo Galvan (né le 24 août 1988 à Vicence) est un athlète italien, spécialiste du sprint.

## Biographie
Il mesure 1,74 m pour 73 kg. Après avoir été membre de l'Atletica Vicentina, il fait partie des Fiamme Gialle depuis février 2008. Il est entraîné par Umberto Pegoraro.
Après une médaille de bronze sur 200 m aux Championnats du monde jeunesse de 2005, à 16 ans, Matteo Galvan remporte la médaille d'or lors des Championnats d'Europe en salle de 2009, lors du relais, après avoir terminé 6e de l'épreuve individuelle. Il remporte également une médaille d'argent sur 200 mètres, lors des Jeux méditerranéens 2009 à Pescara. Il fait partie des meilleurs temps des engagés aux Championnats d'Europe espoirs d'athlétisme 2009.
Sa meilleure performance sur 200 m était de 20 s 87 (vent : + 0,7) à Rieti le 23 juillet 2006. Il la bat à Kaunas, en 20 s 62, en terminant 4e des Championnats d'Europe espoirs, à 1/100e de la médaille de bronze. Il y remporte également l'argent du 4 × 400 m en réalisant une fraction lancée, la dernière, en moins de 45 secondes (44 s 49), à quelques centièmes de la médaille d'or. Peu après, à l'Arena de Milan, il remporte le titre de champion d'Italie sur 400 m en 45 s 88, se qualifiant également sur cette distance pour les Mondiaux de Berlin où il est engagé à la fois sur 200 et 400 m (en sachant que les premières séries débutent toutes deux le 18 août au matin). Il opte pour le 400 m où il se qualifie dans sa série (3e) en battant son record personnel en 45 s 86 pour le second 400 m de sa carrière.
En 2010, malgré un temps de 20 s 71 (-0,6) à Vila Real de Santo António, le 30 mai, il ne va au-delà des séries lors des Championnats d'Europe à Barcelone, en 20 s 96.
En 2011, il remporte le titre de champion d'Italie sur 100 m à Turin, avec un record personnel porté à 10 s 38 (vent défavorable 0,7 m/s). Il réalise en fin de saison 20 s 80 au meeting de Rieti (6e), son meilleur temps de l'année.
Sur 400 m, il remporte la médaille d'or lors des Jeux méditerranéens 2013 à Mersin en 45 s 59, record personnel, puis un second titre avec le relais 4 × 400 m, en qualifiant l'équipe italienne pour les Mondiaux de Moscou. Le 28 juillet 2013, il remporte le titre italien du 400 m, en 45 s 71 à l'Arena Civica.
Le 11 août 2013, en série du 400 m des Championnats du monde à Moscou, il porte son record personnel à 45 s 39 pour se qualifier en demi-finales. Le 6 septembre, il porte son record à 45 s 35 lors du Mémorial Van Damme à Bruxelles.
Le 7 juillet 2015 au meeting Résisprint de La Chaux-de-Fonds, il court en 45 s 95 sur 400 m. Le 25 juillet, il remporte à Turin le titre de champion italien sur 400 m en 46 s 11.
Le 25 juin 2016, il bat le record italien en 45 s 12, meilleure performance européenne de la saison, en remportant à nouveau le titre national à Rieti. Le lendemain, il porte son record sur 200 m à 20 s 50, en terminant 3e de l'épreuve. Le 7 juillet 2016, il égale le record national sur 400 m en demi-finale des Championnats d'Europe d'athlétisme à Amsterdam.
Le 5 juillet 2018, il court et remporte son premier 400 m individuel de la saison en 46 s 15 à Nembro. Le 11 juillet, il court son premier temps en dessous des 46 s depuis 2016, en 45 s 75 à Lignano Sabbiadoro, ce qui lui donne la qualification pour Berlin 2018.

## Palmarès
| Date | Compétition                          | Lieu               | Résultat | Épreuve   | Temps        |
| ---- | ------------------------------------ | ------------------ | -------- | --------- | ------------ |
| 2005 | Championnats du monde cadets         | Marrakech          | 3e       | 200 m     | 21 s 14      |
| 2005 | Fest. olympique de la jeunesse euro. | Lignano Sabbiadoro | 1er      | 200 m     | 21 s 86      |
| 2006 | Championnats du monde juniors        | Pékin              | —        | 200 m     | DSQ          |
| 2009 | Championnats d'Europe en salle       | Turin              | 6e       | 400 m     | 47 s 45      |
| 2009 | Championnats d'Europe en salle       | Turin              | 1er      | 4 x 400 m | 3 min 6 s 68 |
| 2009 | Jeux méditerranéens                  | Pescara            | 2e       | 200 m     | 20 s 92      |
| 2009 | Championnats d'Europe espoirs        | Kaunas             | 4e       | 200 m     | 20 s 62      |
| 2009 | Championnats d'Europe espoirs        | Kaunas             | 2e       | 4 x 400 m | 3 min 3 s 79 |
| 2013 | Jeux méditerranéens                  | Mersin             | 1er      | 400 m     | 45 s 59      |
| 2013 | Jeux méditerranéens                  | Mersin             | 1er      | 4 x 400 m | 3 min 4 s 61 |
| 2015 | Championnats d'Europe en salle       | Prague             | 6e       | 400 m     | 46 s 87      |
| 2016 | Championnats d'Europe                | Amsterdam          | 8e       | 400 m     | 45 s 80      |
| 2018 | Jeux méditerranéens                  | Tarragone          | 1er      | 4 x 400 m | 3 min 3 s 54 |
| 2018 | Championnats d'Europe                | Berlin             | 6e       | 4 x 400 m | 3 min 2 s 34 |
| 2019 | Championnats d'Europe par équipes    | Bydgoszcz          | 1er      | 4 x 400 m | 3 min 2 s 04 |

## Records
| Épreuve | Épreuve   | Performance | Lieu            | Date                          |
| ------- | --------- | ----------- | --------------- | ----------------------------- |
| 200 m   | Plein air | 20 s 50     | Rieti           | 8 septembre 2013 26 juin 2016 |
| 400 m   | Plein air | 45 s 12     | Rieti Amsterdam | 25 juin 2016 7 juillet 2016   |
| 400 m   | En salle  | 46 s 26     | Turin           | 21 février 2009               |